# Serenity (actriu porno)
Serenity (Fort Leonard Wood, Missouri, el 29 d'octubre de 1969) és una actriu porno nord-americana. Va desenvolupar la seva carrera principalment entre els anys 1992 i 2003. Pertany als salons de la fama de AVN i XRCO.

## Biografia
Va començar a treballar com a ballarina de striptease. El 1994 es va fer amb el Topless Dancer-World Championship, un concurs que li va obrir les portes dels més prestigiosos casino de les ciutats de Las Vegas.
El seu debut en el porno es va produir dos anys abans, el 1992, amb la pel·lícula lèsbica Jennifer Ate. El 1996 va ser fitxada per Wicked Pictures. D'aquesta etapa, que duraria cinc anys, van ser les pel·lícules més conegudes de les actriu : Time Machine (1996), Serenity In Denim (1999), Double Feature (2000), M: Caught in the Act (2001) o Serenity's Roman Orgy (2002).
Ha estat guardonada en dues ocasions, 2000 i 2001, amb el Premi AVN a la millor actriu.
Al setembre de 2004 va anunciar la seva retirada del porno encara que ha seguit actualitzant la seva pàgina web posteriorment.
Va ser també la fundadora de Las Vegas Novelties una empresa dedicada a la venda de joguines sexuals i amb la qual van col·laborar actrius com Jewel De'Nyle, Kylie Ireland i Jacklyn Lick. Sis anys després de la seva creació, els seus bons resultats econòmics van suposar la seva venda a Pipedream Products.
Fora del porno destaca la seva participació en la sèrie Wild On! emesa per I!.

## Premis
- 2006: XRCO Saló de la Fama
- 2005: AVN Saló de la Fama
- 2001: Premi AVN a la millor actriu per M: Caught in the Act.
- 2000: Premi AVN a la millor actriu per Double Feature.